# 向定隐丛海葵
向定隐丛海葵（学名：Cryptodendrum adhaesivum）为大海葵科隐丛海葵属的动物。分布于日本以及南海西沙群岛等。